# 沙恩·奥斯本
沙恩·奧斯本（Shane Osborn，1974年6月21日—）是一位美國政治家和海軍飛行員， 2007年至2011年擔任第42屆內布拉斯加州財政部長。他是中美撞機事件中的美國飛行員。

## 軍旅生涯
奧斯本於1992年從諾福克高中畢業，隨後獲得海軍後備軍官訓練隊獎學金就讀內布拉斯加大學林肯分校。 1996 年獲得統計學和精算學位後，奧斯本被任命為美國海軍少尉，並在佛羅里達州和德克薩斯州接受飛行訓練。隨後被指定為海軍飛行員，最終被分配到華盛頓惠德比島海軍航空站的艦隊空中偵察中隊一號 (VQ-1)“世界觀察者” ，駕駛EP-3E白羊座飛機。
2001年4月1日，時任電子戰飛機指揮官的奧斯本中尉駕駛一架載有23名機組人員的EP-3E飛機在中國領空附近，當時攔截美國飛機的中國殲8噴射戰鬥機與美國飛機相撞。 EP-3E 的螺旋槳將 J-8 切成兩半，飛行員身亡。戰鬥機的機頭部分向上翻滾，撞上了EP-3E的機頭，撕下了其天線罩。撞擊使 EP-3 飛機倒轉，在 30 秒內下降 8,000 英尺，並在奧斯本將 EP-3E 機頭抬起、機翼水平之前又下降了 6,000 英尺。在《海軍航空新聞》 2003 年 9 月的一篇文章中，奧斯本告訴吉姆·特恩布爾，一旦他重新控制了飛機，他就「要求機組人員準備跳傘」。他們穿上降落傘並啟動緊急銷毀計劃，其中包括銷毀機上的情報設備和敏感文件。
在海南島陵水空軍基地緊急迫降後，奧斯本和他的機組人員被帶到中國軍營，在那裡他們被拘留並審訊了12天。經過兩國之間的多次談判後，這架飛機被美國工程師拆解，並在中國官員幾個月的審查後裝箱返回美國。 2001年4月12日，船員們被中國釋放並返回美國。海南島事件後，奧斯本被授予傑出飛行十字勳章。
2005年，奧斯本在服役九年後以中尉的身份離開正規海軍，進入海軍預備役。

## 外部連結
- 智慧投票计划中的傳記、投票紀錄及利益集團評級
- 聯邦選舉委員會中的競選財務報告和數據
- Candidate profile （页面存档备份，存于） at Our Campaigns
- Aviation consultant profile] at SilverStone Group
- C-SPAN內的頁面（英文）

| 政党职务                  | 政党职务                                | 政党职务             |
| ------------------------- | --------------------------------------- | -------------------- |
| 前任者： 羅雷利·亨特·伯德 | 共和黨內布拉斯加州財政部長候選人 2006年 | 繼任者： 唐‧斯坦伯格 |
| 官衔                      |                                         |                      |
| 前任者： 羅恩·羅斯        | 內布拉斯加州財政部長 2007年–2011年      | 繼任者： 唐‧斯坦伯格 |